# مسئله محاسبه اقتصادی

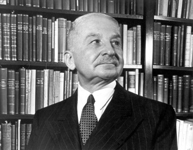
لودویگ فن میزس در کتابخانه، او مسئله محاسبه اقتصادی را در مقاله ١٩٢٠ اش «محاسبه اقتصادی مشترک‌المنافع سوسیالیستی» مطرح کرد.

مسئله محاسبه اقتصادی نقدی بر استقاده از برنامه‌ریزی اقتصادی به عنوان جایگزینی برای تخصیص بازار بنیان عوامل تولید است. این مسئله نخستین بار توسط لودویگ فن میزس در مقالهٔ ۱۹۲۰ اش «محاسبهٔ اقتصادی در مشترک‌المنافع سوسیالیستی» مطرح شد و بعدتر توسط فریدریش آوگوست فون هایک بسط داده شد. میزس در نخستین مقاله اش، ماهیت نظام قیمت در سرمایه‌داری را توصیف می‌کند و توصیف می‌کند ارزش‌های ذهنی چگونه به اطلاعات عینی لازم برای تخصیص عقلانی منابع در جامعه ترجمه می‌شود.
در مبادلات بازاری، قیمت‌ها بازتابی از عرضه و تقاضا ی منابع، کالاها و نیروی کارند. میزس در نخستین مقاله اش، نقدش را بر نقایص اجتناب ناپذیر اجتماعی سازی کالاهای سرمایه‌ای متمرکز کرد، و سپس در کتابش، سوسیالیسم، به تبیین اشکال متفاوت سوسیالیسم پرداخت. میزس و هایک استدلال کردند که محاسبهٔ اقتصادی تنها با اطلاعات ناشی از قیمت‌های بازار ممکن است، و این که روش‌های بوروکراتیک و تکنوکراتیک تخصیص 
فاقد روش‌های تخصیص عقلانی منابعند. مباحثه در دهه‌های ۱۹۲۰ و ۱۹۳۰ بالا گرفت و آن بازهٔ خاص مباحثه از سوی مورخین اقتصادی به عنوان مباحثهٔ محاسبهٔ سوسیالیستی شناخته می‌شود. نقد اولیهٔ میزس واکنش‌های متعددی دریافت کرد و منجر به مفهوم آزمون و خطای سوسیالیسم بازار، و مشهورتر از همه قضیه لانگه لرنر شد.